# Nick Kamen
Ivor Neville „Nick“ Kamen (15. dubna 1962 Harlow, Anglie – 4. května 2021) byl anglický model, skladatel a hudebník. Byl nejlépe známý pro svůj hit z roku 1987 „Each Time You Break My Heart“. V roce 1992 Nick Kamen vydal své poslední album s názvem Whatever, Whenever.